# Jeremy Black (historien)
Pour les articles homonymes, voir Black.
Jeremy Black MBE, né le 30 octobre 1955 à Londres, est un historien britannique et un professeur retraité de l'Université d'Exeter. Il est un senior fellow du centre d'étude de l'Amérique et de l'ouest à l'Institut de recherche des politiques étrangères (en) à Philadelphie. Il a écrit 140 livres, principalement consacrés à la politique britannique et les relations internationales du XVIIIe siècle et a été décrit comme un historien très prolifique.